# Обнубиляция
Обнубиля́ция (от лат. ob — перед, против и nubes — облако, от obnubilus — мрачный, облачный), «вуаль» на сознание, «о́блачность» или тума́нность созна́ния (англ. clouding of consciousness) — лёгкая степень оглушения. Сознание при этом «затуманивается» и реальность воспринимается как бы сквозь туман. При обнубиляции больной походит на человека в состоянии лёгкого опьянения. У него немного рассеяно внимание, не выходит сразу собраться, чтобы правильно ответить, все реакции замедленны, замедленно и затруднено восприятие событий, поэтому кажется, что он отвечает невпопад. Больные могут усилием воли на непродолжительное время успешно включаться в разговор, успевать отвечать на заданные вопросы и реплики. Настроение бывает немного повышено. Возникновение эйфории свидетельствует об утяжелении патологического процесса при черепно-мозговой травме, интоксикации либо опухоли головного мозга, и переходе обнубиляции в сопор (глубокое оглушение). Глубина обнубиляции обычно колеблется. Воспоминания о пережитой обнибуляции сознания неупорядочены, характерны частичные выпадения.
Встречаются обнубиляции при интоксикациях и лёгких инфекциях.